# عرب الزبيد
عرب الزبيد كانت قرية فلسطينية، تقع إلى الغرب مباشرة من طريق المطلة-صفد- طبرية العام، عند أسفل سفوح جبال الجليل الأعلى المنحدرة نحو سهل الحولة. وكانت تنتفع من وفرة الينابيع في أراضيها، ولا سيما في الشمال والشمال الشرقي. وهذه الينابيع كانت في مجموعها تشكل نهر البارد الذي يصب في مستنقعات الحولة، كانت زراعة الحبوب عماد اقتصادها، ففي 1944/1945، كان ما مجموعه 1761 دونماً مخصصاً للحبوب.

## سكانها
يوحي اسم القرية بأن سكانها -وكلهم من المسلمين- كانوا من قبيلة بني الزبيد، في عام 1922 بلغ عدد السكان 697 نسمة، وعام 1931 بلغ عدد السكان 432 نسمة، وعام 1945 بلغ عدد السكان 160.

## احتلال القرية
كانت القرية تقع ضمن نطاق ما يسمى في الرواية الإسرائيلية بـ عملية يفتاح (أنظر آبل القمح، قضاء صفد)، ويشير المؤرخ الإسرائيلي بين موريس إلى أن سكانها خافوا من إمكان وقوع هجوم يهودي، ففروا في 20 نيسان/أبريل 1948، وهذا يكون تزامنًا مع أوائل العملية قبل الهجوم على صفد.

## القرية اليوم
لم يبق من عرب الزبيد إلا الأنقاض المبعثرة، ولم تقم مستوطنات إسرائيلية على أنقاضها.
تستغل قنوات الري موارد مياه القرية، وتستعمل الأراضي الجبلية المجاورة للموقع مرعى للمواشي، وقد حُوّل قسم من أراضي السهل المتاخمة للموقع إلى محمية طبيعية إسرائيلية، أما الباقي فيستغله المستوطنون الإسرائيليون في الزراعة.

## وصلات خارجية
- عرب الزبيد ترحب بكم
- عرب الزبيد من مركز خليل السكاكيني الثقافي